# Gromadzice (Łódź)
Pour les articles homonymes, voir Gromadzice.
Gromadzice est une localité polonaise de la gmina de Czarnożyły, située dans le powiat de Wieluń en voïvodie de Łódź.